# Infundibulops
Infundibulops là một chi ốc biển, là động vật thân mềm chân bụng sống ở biển trong họ Trochidae, họ ốc đụn.

## Các loài
Các loài trong chi Infundibulops gồm có:
- Infundibulops cariniferus (Beck in Reeve, 1842)[2]
- Infundibulops erythraeus (Brocchi, 1821)
- Infundibulops kochii (Philippi, 1844)